# 6,6-cm-Pak 5/800
Die 6,6-cm-Panzerabwehrkanone 5/800 war ein Prototyp einer Panzerjägerkanone (kurz: Pak), der für die deutsche Wehrmacht entwickelt wurde.

## Geschichte
Bereits bei Beginn des Zweiten Weltkriegs waren erste Panzertypen vorhanden, die mit der allgemein verbreiteten Panzerabwehrkanone im Kaliber 3,7-cm angesichts starker Panzerung nicht mehr erfolgreich zu bekämpfen waren. Dies führte dazu, dass die deutsche Panzerabwehrtruppe frühzeitig bei Kriegsbeginn Geschütze mit einer noch stärkeren Durchschlagleistung und einem größeren Kaliber forderte. Insbesondere in Frankreich zeigte sich im Jahr 1940 während des Westfeldzugs, dass sogar die neue deutsche 5-cm-Panzerabwehrkanone 38 bei einigen gegnerischen Typen nur bedingt erfolgreich sein konnte.
Im Jahr 1941 stellte die Firma Škoda auf diese Anforderung hin eine neue Panzerabwehrkanone vor. Das Kaliber von 6,6-cm wurde von den für die Rüstung Verantwortlichen als zu gering erachtet, um die künftigen schweren Panzertypen erfolgreich zu bekämpfen, weshalb das Geschütz letztlich abgelehnt wurde.
Die später eingeführte 8,8-cm-Pak 43 zählte neben der 12,8-cm-Pak 44 zu den leistungsstärksten Panzerabwehrkanonen der deutschen Wehrmacht.

## Produktion
Von der 6,6-cm-Panzerabwehrkanone 5/800 wurde 1942 nur ein einziger Prototyp hergestellt und für Beschusstests eingesetzt.

## Technische Daten
Die Panzerabwehrkanone war 5,74 m lang, 1,78 m breit und 1,24 m hoch. Die Radlafette hatte zwei 6,00×20 Luftreifen auf Viertelellipsenblattfedern für jedes Rad. Gebremst wurde das Geschütz nur im Kraftzugtransport, da es über eine Stahlscheiben-Luftbremse verfügte. Das Schild der Pak war ein Abstandsschild. Die beiden Platten waren 3 mm dick und hatten einen Abstand von 2 cm.
Das Rohr wurde in einer Monoblockbauweise hergestellt. Die Mündungsbremse verfügte über zwei Kammern und war 39 cm lang. Zwei Federdruckausgleicher, an jeder Seite des Rohres einer hinter dem Schild, dienten zum Ausgleich des Mündungsgewichtes. Der Rückstoß des Rohres betrug 1,20 m. Beim Abfeuern hatte die Patrone eine Mündungsgeschwindigkeit von 800 m/s. Horizontal und vertikal gerichtet wurde die Kanone mittels zweier Handräder auf der linken Seite. Dadurch konnte sie um 12° gesenkt und 20° gehoben oder um 65° geschwenkt werden.
Ungewöhnlich bei dieser Panzerjägerkanone war der Verschlussmechanismus. Dieser bestand aus einem vertikal verschiebbaren Keilverschlussblock, welcher entweder manuell oder halbautomatisch betätigt werden konnte. Wurde die Patrone manuell abgefeuert, wurde der Verschlusshebel nach hinten und unten bewegt, um den Verschluss abzusenken. Danach wurde die Patrone eingelegt und der Verschlusshebel nach vorn und oben bewegt. Der Sicherheitsmechanismus bestand aus einem Knopf auf der linken Seite des Verschlussrings. Für halbautomatisches Feuern wurde ein Griff am Ende des Verschlusshebels herausgezogen und nach hinten bewegt. Dadurch wurden mehrere Ritzel übereinander gelegt. Beim Rückstoß glitt die Nockenhalterung frei über die Ritzel und beim Gegenrückstoß drückte sie einen Stift im Federgehäuse heraus, welche den Keilverschlussblock öffnete und die Patrone hinausbeförderte.

## Verbleib des Prototyps
Bei Kriegsende wurde das Geschütz von amerikanischen Truppen erbeutet, katalogisiert und getestet. Der Verbleib des Prototyps nach der Erprobung durch die US Army ist ungeklärt.